# Octávio de Oliveira Pinto
Octávio de Oliveira Pinto (22 de maio de 1885 – Rio de janeiro, 14 de fevereiro de 1940) foi um médico brasileiro.
Doutorado em medicina pela Faculdade de Medicina do Rio de Janeiro em 1907. Foi eleito membro da Academia Nacional de Medicina em 1921, sucedendo Domingos de Góes e Vasconcellos na Cadeira 67, que tem Fernando Magalhães como patrono.